# Piletocera aegimiusalis
Piletocera aegimiusalis là một loài bướm đêm trong họ Crambidae.